# Ryska federationens katastrofministerium
Ryska federationens katastrofhanteringsministerium (ry: Министерство Российской Федерации по делам гражданской обороны, чрезвычайным ситуациям и ликвидации последствий стихийных бедствий, Ministerstvo Rossiyskoy Federatsii po delam grazhdanskoy oborony, chrezvychaynym situatsiyam i likvidatsii posledstviy stikhiynykh bedstviy), egentligen "Ryska federationens ministerium för civilförsvar, nödsituationer och eliminering av följder av naturkatastrofer", är den ryska motsvarigheten till den svenska Myndigheten för samhällsskydd och beredskap.

## Organisation

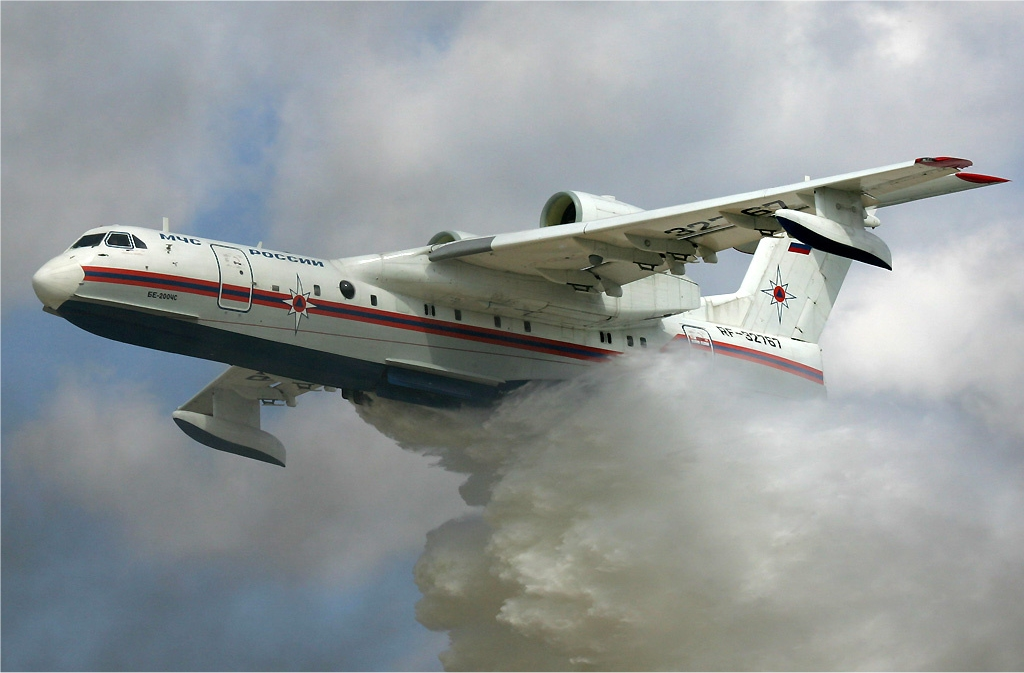
Brandflyg Beriev Be-200 tillhörigt det ryska katastrofministeriet.

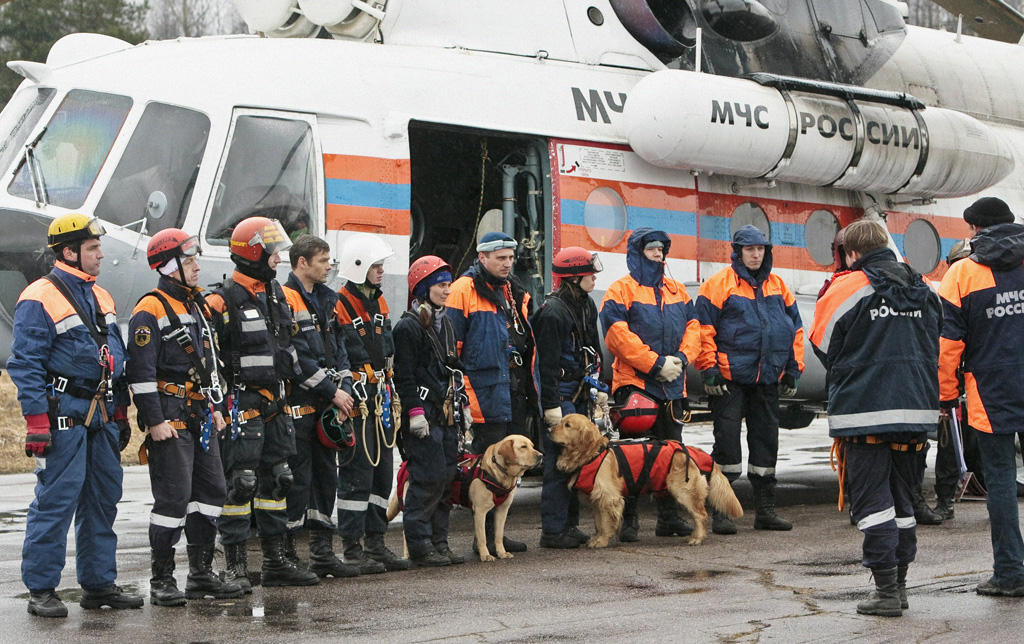
Räddningshelikopter med besättning.

### Beredskapsorganisation på federal nivå
- Nationellt centrum för krishantering i Moskva, utövar operativ och administrativ ledning av ett enhetligt system för förebyggande av och insatser vid katastrofsituationer.
- Centrala flygräddningstjänsten
- Sjöräddningstjänsten
- Räddningsflyget (ett helikopterförband och en kombinerad flygdivision)
- Centrum för insatser vid särskilda risker Leader i Moskva
- Sju regionala specialenheter för släckning av stora bränder (ingående i Statens brandförsvar)
- Statens inspektion för småbåtssäkerhet

### Räddningstrupperna
De militära räddningstrupperna lyder direkt under Katastrofministeriet och ingår i dess organisation.

### Statens brandförsvar
Det statliga brandförsvaret ingår endast delvis i Katastrofministeriet. Omkring hälften av alla brandmän är underställda detta. I Ryssland finns det mer än 400 organisationen för räddningstjänst[källa behövs], vartill kommer de ryska statsjärnvägarnas räddningstjänst. Av dessa är 30 kårer direkt underställda Katastrofministeriet.